# Yuki Soma
Yuki Soma (相馬 勇紀 Soma Yuki?), född 25 februari 1997 i Tokyo, är en japansk fotbollsspelare som spelar för Nagoya Grampus. Han har även spelat för det japanska landslaget.

## Landslagskarriär
I november 2022 blev Soma uttagen i Japans trupp till VM 2022.